# Le Plus Petit Cirque du monde
 (mai 2023).
Pour les articles homonymes, voir PPCM.
Le Plus Petit Cirque du monde (Centre des arts du cirque et des cultures émergentes), dit aussi « PPCM », est un lieu culturel indépendant de près de 2 000 m2 avec de multiples usages et quatre salles de spectacles. Il est le siège d'une association loi de 1901 engagée dans la démocratie culturelle et l'éducation populaire. Elle favorise la démocratisation de l'accès aux pratiques et à l'éducation artistiques. Elle sensibilise, initie et forme ceux qui le souhaitent aux arts et techniques du cirque et des cultures émergentes (hip-hop, parkour, freestyle, slackline, BMX, etc.). Elle est une « Fabrique artistique » et un « laboratoire de recherche culturelle », le Plus Petit Cirque du monde a tous les ingrédients pour être qualifié de Fab Lab. Sans être déclaré comme un lieu de co-working, les usages d'un grand nombre de personnes non salariés du PPCM, venant travailler ou se rencontrer sur le lieu ressemblent à cette pratique.

## Historique
Le Plus Petit Cirque du monde est fondé par Daniel Forget en 1991 dans le quartier des Cuverons-Tertres des Blagis à Bagneux (Hauts-de-Seine), territoire qualifié « Espoir Banlieue », cofondateur du réseau CARAVAN (Réseau européen des écoles de cirque à finalité pédagogique et sociale), regroupant vingt-deux écoles  de cirque européennes ayant comme vocation le Cirque social. À l'origine, l'association comprenait quatre bénévoles et accueillait sept enfants, dont le nombre a été porté à plus de mille cinq cents en 2015. Cette même année, outre les bénévoles, l'association comprend une trentaine d'employés. Elle est présidée par son fondateur Daniel Forget, et son directeur est Elefterios Kechagioglou.
Frédéric Mitterrand, ministre de la Culture, a initié l'aide à ce projet de construction, développé par son successeur, Aurélie Filippetti. Ces deux personnalités gouvernementales ont été accueillies respectivement dans les locaux du Plus Petit Cirque du monde en 2010 et 2012.
Ce projet a reçu le soutien des villes et des institutions suivantes :
- Bagneux ;
- Fontenay-aux-Roses ;
- Paris ;
- de la Communauté d'agglomération Sud de Seine ;
- du Conseil général des Hauts-de-Seine, (lauréat de l'économie sociale et solidaire 2011) ;
- de la Direction départementale de la cohésion sociale des Hauts-de-Seine ;
- de la Caisse d'allocations familiales des Hauts-de-Seine ;
- de la Région Île-de-France (Étoile de la parité et de la mixité 2011) ;
- du ministère de la Culture et de la Communication, dans le cadre de la dynamique Espoirs Banlieue et la culture dans les quartiers ;
- du ministère de la Ville et de l'Agence nationale pour la cohésion sociale et l'égalité des chances au niveau national dans le cadre du plan « Dynamique espoirs banlieue » ;
- La Commission européenne, dans le cadre de l'Année européenne de lutte contre la pauvreté et l'exclusion sociale, pour l'organisation de la manifestation « Un cirque contre l'exclusion » ;
- des Programmes européens culture, Léonardo et jeunesse en action, culture et Grundtvig
- de la Caisse des dépôts et consignations (mécénat de solidarité urbaine, partenaire fondateur du festival Hip cirq hop) ;
- de la Fondation Lagardère Active ;
- de la Fondation de France ;
- de la Fondation Daniel et Nina Carasso ;
- de Trans Europe Halles, réseau européen de centres culturels initiés par des citoyens et des artistes qui défend et promeut une culture indépendante et accessible. Ce réseau comprend 56 membres dans toute l'Europe ;
- de l'Agence de l'éducation par le sport, (lauréat régional de l'opération Fais-nous rêver 2012) qui  reconnaît cette association comme une structure pilote.

La ministre de la Culture Aurélie Filippetti a rendu visite au chantier du Plus Petit Cirque du monde le 21 novembre 2012 en présence du conseil municipal de Bagneux avec Marie-Hélène Amiable, maire de Bagneux et conseiller départemental, Patrick Alexanian, conseiller municipal délégué à la Culture, et Bernadette David, adjointe, chargée des associations.
La conception architecturale de ce projet est confiée aux architectes Patrick Bouchain et Loïc Julienne de l'atelier Construire, qui assurera également sa réalisation.
Le permis de construire est déposé au deuxième trimestre 2013, et le chantier débute en janvier 2014. Les premiers coups de pioche sont donnés le 7 avril 2014 sur le terrain devant le gymnase Marcel Cachin  Impasse de la Renardière à Bagneux, et au mois de mai la baraque de chantier est installée. En octobre de la même année, la coupole du chapiteau est mise en place, et en septembre 2015 sera signée la réception de la première tranche des travaux, la seconde tranche des travaux étant réceptionnée en novembre 2015.
Son inauguration officielle a eu lieu le 25 juin 2015.
Le Plus Petit Cirque du monde est une entreprise de l'Économie Sociale et Solidaire, sous le statut associatif, géré par un conseil d'administration composé de nombreux habitants du territoires qui impulsent les pratiques de l'éducation populaire et la participation contributive de la population locale. 
Le Plus Petit Cirque du monde, fait partie des dix premières écoles de cirque en France, et des vingt premières en Europe[réf. nécessaire]. Partenaire du Cirque du Soleil, et afin de consolider les synergies, la complémentarité et le développement d'un réseau Arts du cirque et cultures émergentes pour le Sud francilien, le Plus Petit Cirque du monde et le Théâtre Firmin Gémier / La Piscine, Pôle national des arts du cirque, élaborent un projet commun de formation et de résidences.
le PPCM est le premier lieu situé en banlieue à recevoir le label national attribué par le Ministère de la Culture. Il intègre le réseau des Centres Culturels de Rencontre avec une particularité : celle de valoriser les patrimoines des périphéries urbaines et un art populaire comme le cirque

## Architecture
Cette construction de plus de 2 000 mètres carrés, conçue par Loïc Julienne et Patrick Bouchain de l'atelier Construire, est un chapiteau coloré de 28 mètres de haut, respectant les normes d'isolation thermique et phonique approchant la Réglementation Thermique 2012 (RT 2012), comprenant :
- un espace de représentation pouvant contenir près de 400 spectateurs, sur une hauteur de 28 mètres permettant l'installation d'un grand ballant et d'un trapèze volant.
- un studio de danse ;
- une salle destinée aux compagnies émergentes et professionnelles en résidence et à la formation professionnelle ;
- un foyer pour l'accueil du public, lieu de convivialité ouvert toute la journée, avec café associatif ;
- des locaux techniques et des bureaux ;
- des équipements destinés aux pratiquants professionnels et amateurs de l'art du déplacement (parkour), de pratiques acrobatiques de rue, du BMX (bicycle motocross), de slackline, de skateboard ou de roller.

Elle est réalisée à partir d'une ossature en bois ayant la forme d'un tipi, recouverte de tôles nervurées et de panneaux isolants. Une toile plastique émeraude et bleu roi est tendue par-dessus, pliée comme un origami selon les termes de l'architecte Loïc Julienne. Le financement de ce chantier est assuré par :
- la ville de Bagneux (maître d'ouvrage), qui met le terrain à disposition et les bâtiments du gymnase, et qui finance à hauteur de 800 000 euros ;
- le ministère de la Culture : 500 000 euros ;
- la région Île-de-France : plus d'un million d'euros ;
- le conseil départemental des Hauts-de-Seine : 700 000 euros ;
- la Communauté d'agglomération Sud de Seine : 350 000 euros ;
- la Caisse des dépôts et consignations.

## Festivals
Le festival Hip Cirq  s'installe quinze jours et accueille plus de trois mille spectateurs en accès libre et gratuit, permettant la rencontre entre amateurs et professionnels et la découverte, la participation et la pratique à des publics éloignés de la culture.

## Directeurs
- Daniel Forget de 1991 à
- Elefterios Kechagioglou

### Partenaires
- Fédération française des écoles de cirque
- Cirque du Soleil
- Patrick Bouchain